# Эолова арфа

Эолова арфа в замке Гогенбаден

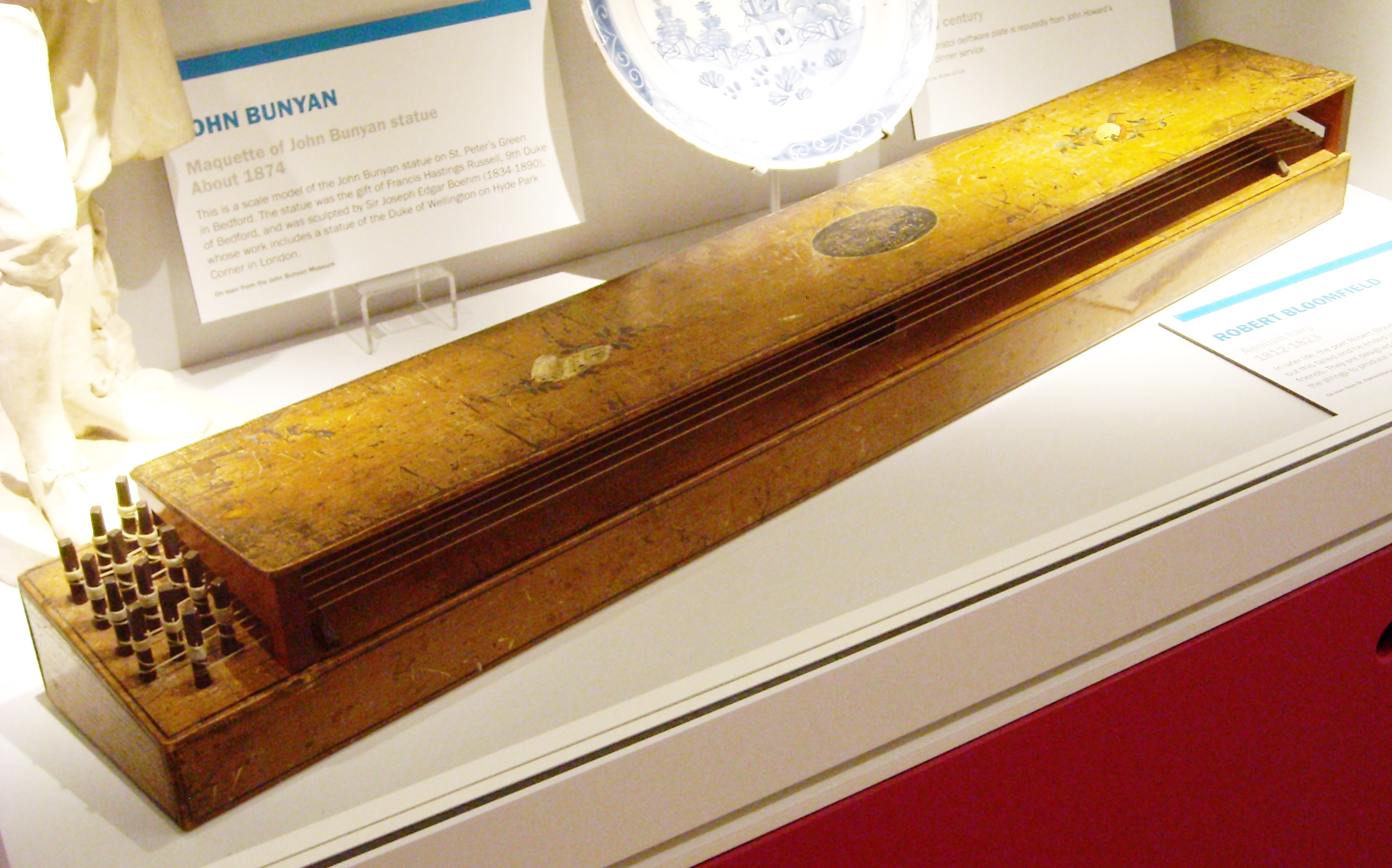
Эолова арфа, сделанная Робертом Блумфилдом

Эо́лова арфа (итал. arpa eolica, arpa d'Eolo; нем. Äolsharfe; англ. aeolian harp), также возду́шная а́рфа ( на нем, букв. «арфа ду́хов»; англ. windharp) — струнный эолофон, инструмент типа цитры, звучащий благодаря колеблющему струны ветру. Названа в честь Эола, мифического повелителя ветров.

## Устройство
Музыкальным инструментом в строгом смысле слова эолова арфа не является, так как не требует участия музыканта-исполнителя. Состоит из резонатора — узкого деревянного ящика с отверстием, внутри которого натянуты струны. Количество струн (обычно от 4 до 12, иногда 24 или 48) произвольно. Струны одинаковой длины, но различной толщины и степени натяжения обычно настраиваются в унисон (например, «соль» малой октавы); при колебании они издают не только основной тон, но и обертоны, так что общий диапазон эоловой арфы оказывается довольно значительным. Чем сильнее ветер, тем более высокие обертоны слышны. При слабом дуновении ветра звучание эоловой арфы лёгкое и нежное, при порывах — резкое и громкое.
Инструменты устанавливались таким образом, чтобы обеспечить максимально возможный доступ ветра. Эоловы арфы обычно размещали на крышах и фронтонах зданий (например, в оконных проёмах), в парковых беседках (ротондах), гротах и т. п., причём так, чтобы ветер дул сбоку, параллельно деке. Некоторые эоловы арфы снабжались специальным устройством для придания воздушному потоку нужного (наиболее выгодного для возбуждения струны) направления.

## Принцип действия

Дорожка Кармана

Работа арфы была впервые объяснена лордом Релеем в 1915 году. Струны арфы движутся за счёт «вихревой дорожки Кармана», цепочки вихрей, срывающихся при обтекании жидкостью или газом цилиндрического объекта.

## История
Впервые эолову арфу описал Афанасий Кирхер в трактате Phonurgia nova (1673), назвавшись её изобретателем. «Она состояла из прямоугольного ящичка, изготовленного из очень тонких досок, около 5 дюймов глубины и шириной 6 дюймов. Арфа должна была быть достаточно длинной, чтобы соответствовать всей ширине окна, и размещалась на подоконнике. В верхней части каждого конца коробки приклеивали полоску дерева около половины дюйма в высоту, эти полоски служат в качестве мостика для струн, которые тянутся продольно по всей верхней части коробки, и сделаны из кетгута или провода. Эти струны должны быть настроены в унисон с помощью колков, предназначенных контролировать их натяжение, как в скрипке. Когда инструмент лежит на окне, при достаточном притоке воздуха, струны начинают звучать издавая постоянно меняющиеся тона и обертона в зависимости от силы ветра». Вертикальная модель Эоловой арфы с «открылками» для «улавливания» ветра получила наибольшее развитие, форма корпуса может быть различной.

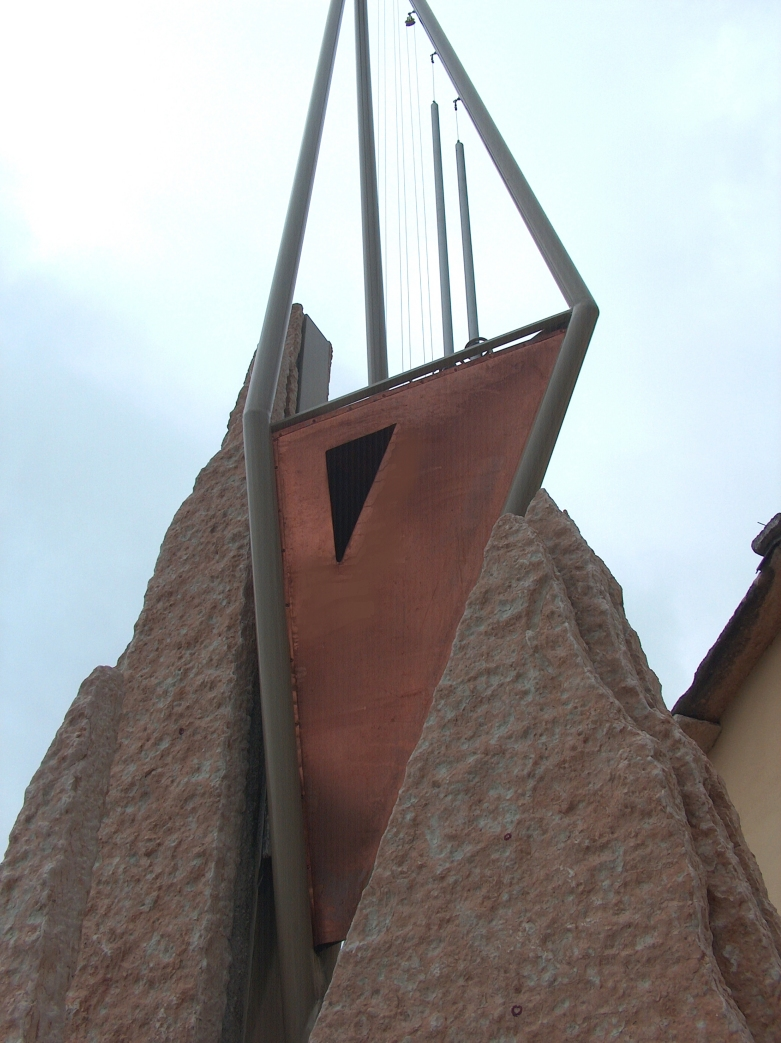
Эолова арфа Маццано

Арфа была популярна в Англии примерно в середине XVIII века среди поэтов «лэйкистов», о ней в своих стихах писал Кольридж.
Для поэтов эпохи романтизма эолова арфа символизировала гармоничное сосуществование природы (ветер) и человека (создатель музыкального инструмента). В стихотворении «Эолова арфа» 1795 года английский поэт Кольридж, уподобляет ветер в арфе жизненной энергии мироздания:

А что если все существа живой природы — лишь эоловы арфы различных очертаний, вибрации которых превращаются в мысли, словно бы сквозь них, текучий и безбрежный, проносится разумный ветер, что одновременно — и душа каждого, и бог всех?
И. В. Гёте упоминает эолову арфу в посвящении к «Фаусту»:

Эоловою арфой прорыдало

Начало строф, родившихся вчерне.

Я в трепете, томленье миновало,

Я слезы лью, и тает лед во мне.

Об эоловой арфе упоминают и русские поэты начала XIX века. В. А. Жуковскому принадлежит баллада «Эолова арфа» (1814).
В своих «Воспоминаниях о Семене Егоровиче Раиче» (1855) Михаил Дмитриев (1796—1866), упоминает об Эоловой арфе в доме поэта и педагога: «Небольшой кабинет его, пристроенный вновь, радовал его своею уютностию и чистотою… на окне Эолова арфа, к унылым звукам которой любил он прислушиваться, когда в отворенное окно играл на ней ветер…»
В конце XIX века был популярен романс Цезаря Кюи «Эоловы арфы» на стихи А. Н. Майкова

И арф эоловых безмолвен грустный ряд…

Те арфы — это вы, певцы моей отчизны!

То образ ваших душ, исполненных тоской,

Мечтой заоблачной и грустной укоризной!..

Образ Эоловой арфы встречается в творчестве поэтов XX века. Например, в стихотворении «Красное море» Н. С. Гумилева:

И когда выплывает луна на зенит,

Ветр проносится, запахи леса тая,

От Суэца до Бабель-Мандеба звенит,

Как эолова арфа, поверхность твоя.

В романе русского писателя А. Т. Аверченко «Шутка Мецената» (1923) герой Кузя упоминает эолову арфу: 

Моя душа звенела, как Эолова арфа…
«Эоловы арфы» — название романа, который написал Владимир Бушин.
Роберт Шуманом, высоко оценивший этюд Шопена ор.25 №1, дал произведению второе название — «Эолова арфа».